# Miltzow
Miltzow (pol. Mileszów) – dzielnica gminy Sundhagen wchodząca w skład  Związku Gmin Miltzow w powiecie Vorpommern-Rügen, w kraju związkowym Meklemburgia-Pomorze Przednie.